# 아시아물소
아시아물소(Bubalus arnee) 또는 야생물소(wild water buffalo)는 소과의 동물이다. 인도아대륙과 동남아시아에 사는 대형 포유류이다. 오늘날 사람들이 기르는 물소의 조상으로 개체 수가 4,000마리 이하만이 남아서, 1986년 이후 IUCN 적색 목록에서 멸종 위기종으로 분류하고 있으며, 개체 수를 2,500마리 이하로 추정하기도 한다. 앞으로 3세대(24~30년) 안에 적어도 50%의 개체 수가 계속 줄어들 것으로 전망하고 있다. 전 세계 전체 개체 수 3400마리 중 3100마리(91%)가 인도에서 살고 있으며, 주로 아삼 주에서 발견된다. 아프리카물소와 달리 성질이 온순해서 동남아시아에서는 가축으로 기르기도 한다.

## 사진

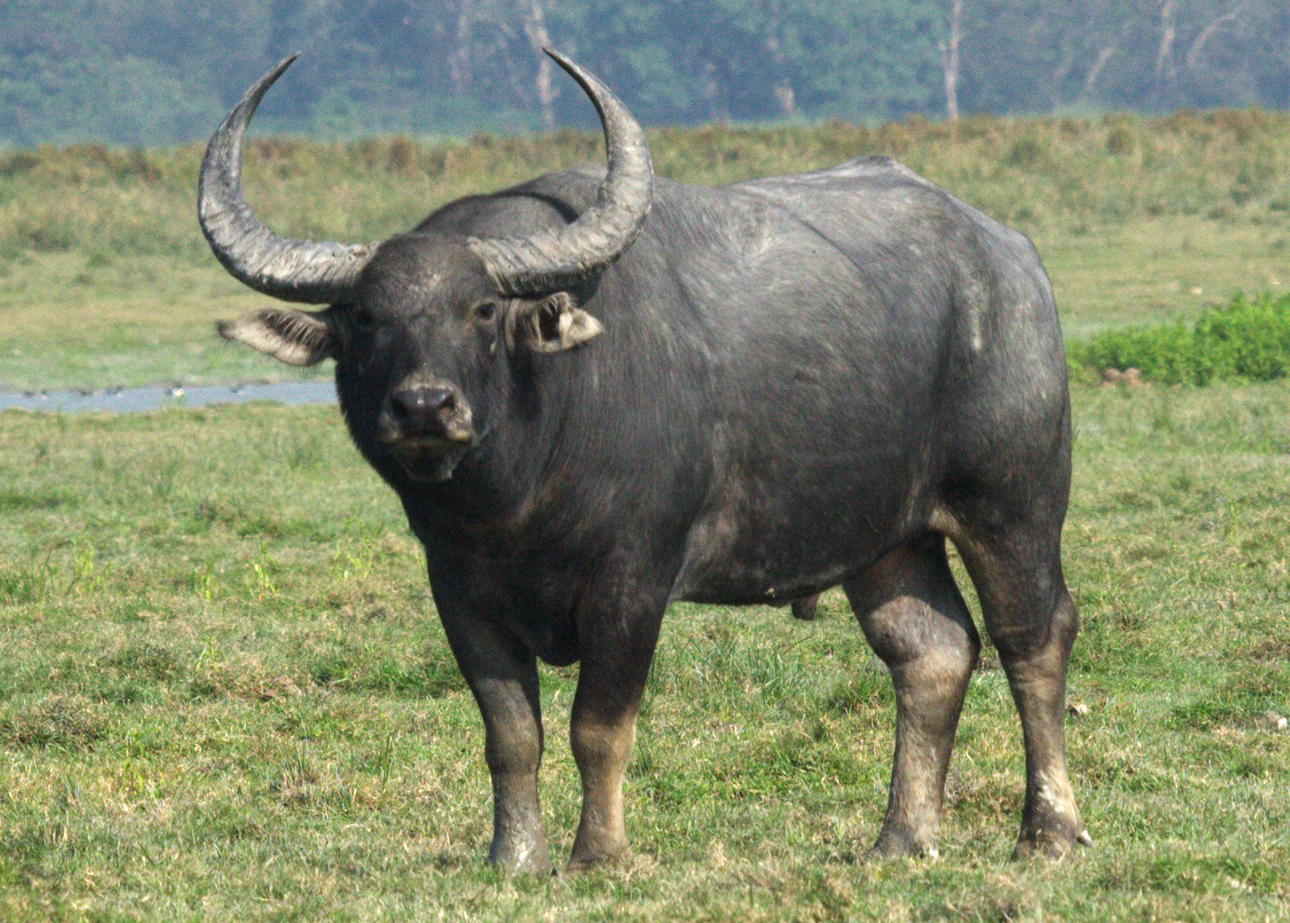

## 천적
가장 주요한 천적은 아시아사자이며 그 다음이 호랑이, 승냥이무리, 바다악어, 코모도왕도마뱀이다.

## 아종
- Bubalus arnee arnee - 인도와 네팔의 넓은 지역
- Bubalus arnee fulvus - 아삼 주와 그 인근 지역
- Bubalus arnee theerapati - 동남아시아